# Minueto en fa mayor, KV 2 (Mozart)
El Minueto para teclado en fa mayor, K. 2 es una breve pieza musical, compuesta por Wolfgang Amadeus Mozart en Salzburgo, en el mes de enero de 1762, cuando tan sólo contaba con seis años de edad. Esta pieza de música es la séptima composición de Mozart, y se encuentra recogida en el conocido como Nannerl Notenbuch, un pequeño cuaderno que Leopold Mozart, el padre de Wolfgang, empleaba para enseñar música a sus hijos. La pieza fue puesta por escrito por Leopold, en tanto que el pequeño Wolfgang no sabía escribir música por entonces, dada su corta edad.

## Descripción
Es una pieza muy breve, compuesta por solo veinticuatro compases, de unos cuarenta y cinco segundos de duración, y está en la tonalidad de fa mayor. Suele ser interpretada en el clavicémbalo, aunque en su ejecución pueden emplearse otros instrumentos de teclado.

## Análisis
El minueto, recogido en la primera colección de obras de Mozart, es de tempo más bien moderado, en compás de 3/4. La pieza consta de un motivo de un solo compás que es desarrollado en una exposición de ocho compases, que se repiten, para pasar a continuación a modular durante ocho compases, previos a una nueva repetición. El comienzo de la pieza es tético y a lo largo de la misma no aparece ningún ornamento. Es especialmente llamativo el calderón que se incluye en el compás 20, congelando momentáneamente el tempo justo antes del final, para darle mayor relevancia a la cadencia perfecta que cierra la pieza.